# Eddie Keizan
Eddie Keizan (Johannesburg, 12 september 1944 – aldaar, 21 mei 2016) was een Formule 1-coureur uit Zuid-Afrika. Hij reed tussen 1973 en 1975 drie Grands Prix voor de teams Tyrell Racing en Team Lotus, maar scoorde daarin geen punten.
Keizan overleed op 71-jarige leeftijd aan leverkanker.